# Johannes Ruez
Johannes Ruez (* 26. Januar 1678 in Strengen bei Landeck; † 1762 in  Wurzach) war ein süddeutscher Holzbildhauer.

## Leben und Familie
Ruez wurde am 12. Oktober 1712 Bürger zu Wurzach und heiratete am 14. November 1716 die Wurzacher Beamtentochter Maria Anna Enzensberger. Sie hatten die stattliche Anzahl von zehn Kindern und bewohnten das bemalte Uhrenmacher Mehl'sche Haus neben dem Rößle.
Das Handwerk des Bildhauers erlernte er wahrscheinlich in der Werkstätte Thamasch noch in seiner Heimat. Die geachteten Bildhauer Johann Georg Reusch und Franz Anton Kälin lernten bei ihm. Zwei der Söhne des Johannes Ruez, Joseph und Johann Willibald, verbrachten die ersten Lehrjahre bei ihrem Vater. Johannes Ruez jr. verstarb am 11. Januar 1760 in Wurzach.
Der Sohn Johann Jakob Willibald, geb. am 30. Juni 1728, übernahm nach dem Tode seines Vaters dessen Werkstätte und heiratete die Bürgerstochter Franziska Schuster. Er schuf nicht nur zahlreiche Plastiken, sondern arbeitete auch als Stuckateur in den Kirchen zu Buchau, Wurzach, Zeil und Hechingen. Er verstarb am 4. November 1782 an den Spätfolgen eines Arbeitsunfalls, den er in Hechingen hatte. Ein weiterer Sohn war Pfarrer im Badischen, ein weiterer Bruder namens Joseph, ebenfalls Bildhauer, trat dem Zisterzienserorden im Kloster Kaisheim bei, wo er am 28. September 1765 die Profess ablegte und am 22. April 1795 verstarb.
Weitere Söhne waren:

- Wunibald, geb. 25. März 1725, von 1762–1792 Kirchenpfleger in Wurzach
- Franz Josef Alois, geb. 17. Oktober 1755, Rößlewirt
- Johann Nepomuk, geb. 25. April 1758, wurde Priester, Pfarrer in Röthenbach und zuletzt Stadtpfarrer in Wurzach, wo er am 19. Juni 1811 starb.

## Werk
Zahlreiche Arbeiten außer den bereits genannten Orten waren natürlich die Kreuzigungsgruppe auf dem Gottesberg in Wurzach im Jahre 1720, sowie Arbeiten in den Kirchen in Wurzach, Weißenau und Ratzenried.

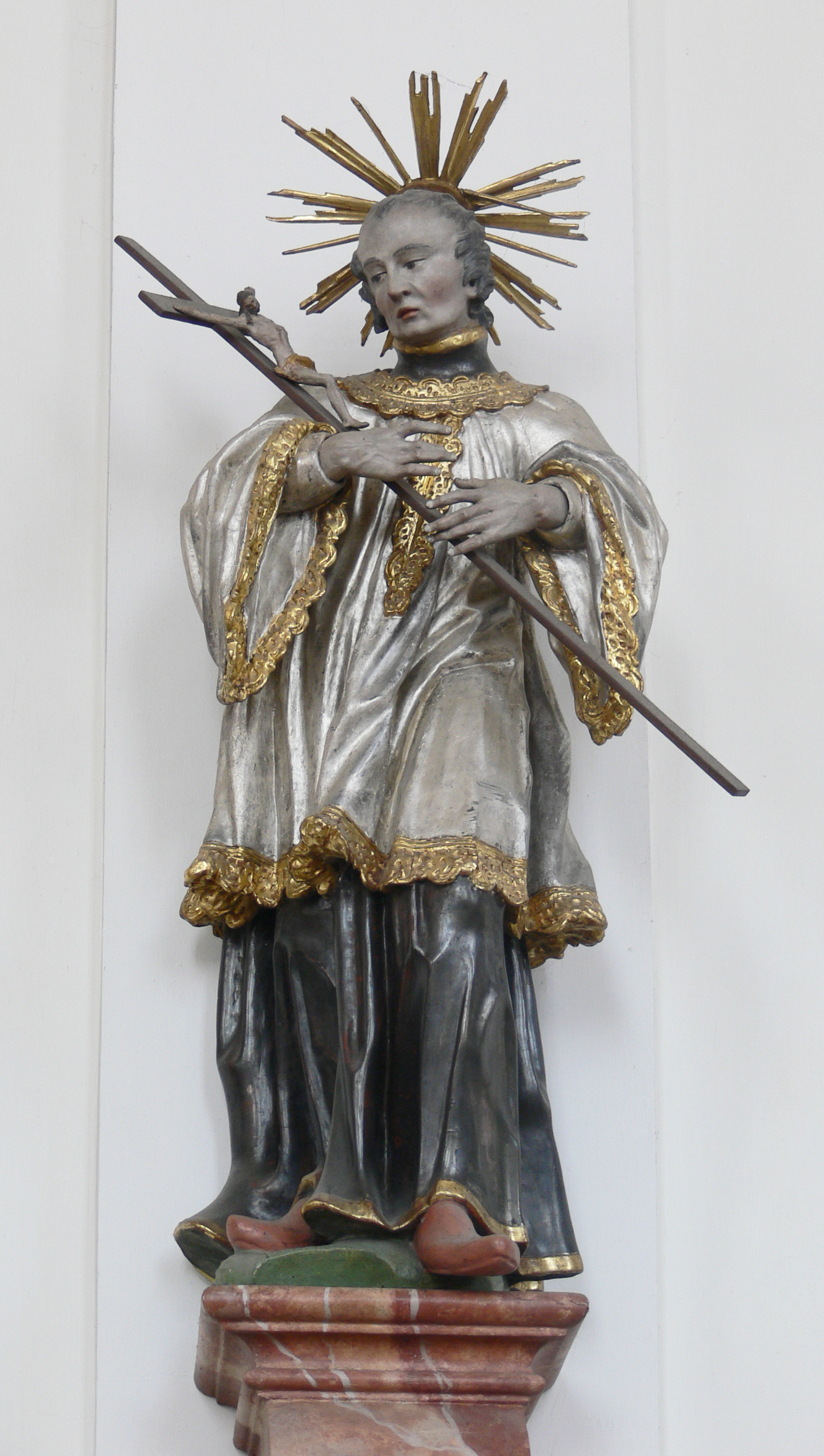
Pfarrkirche Aitrach, Figur Franz von Xaver
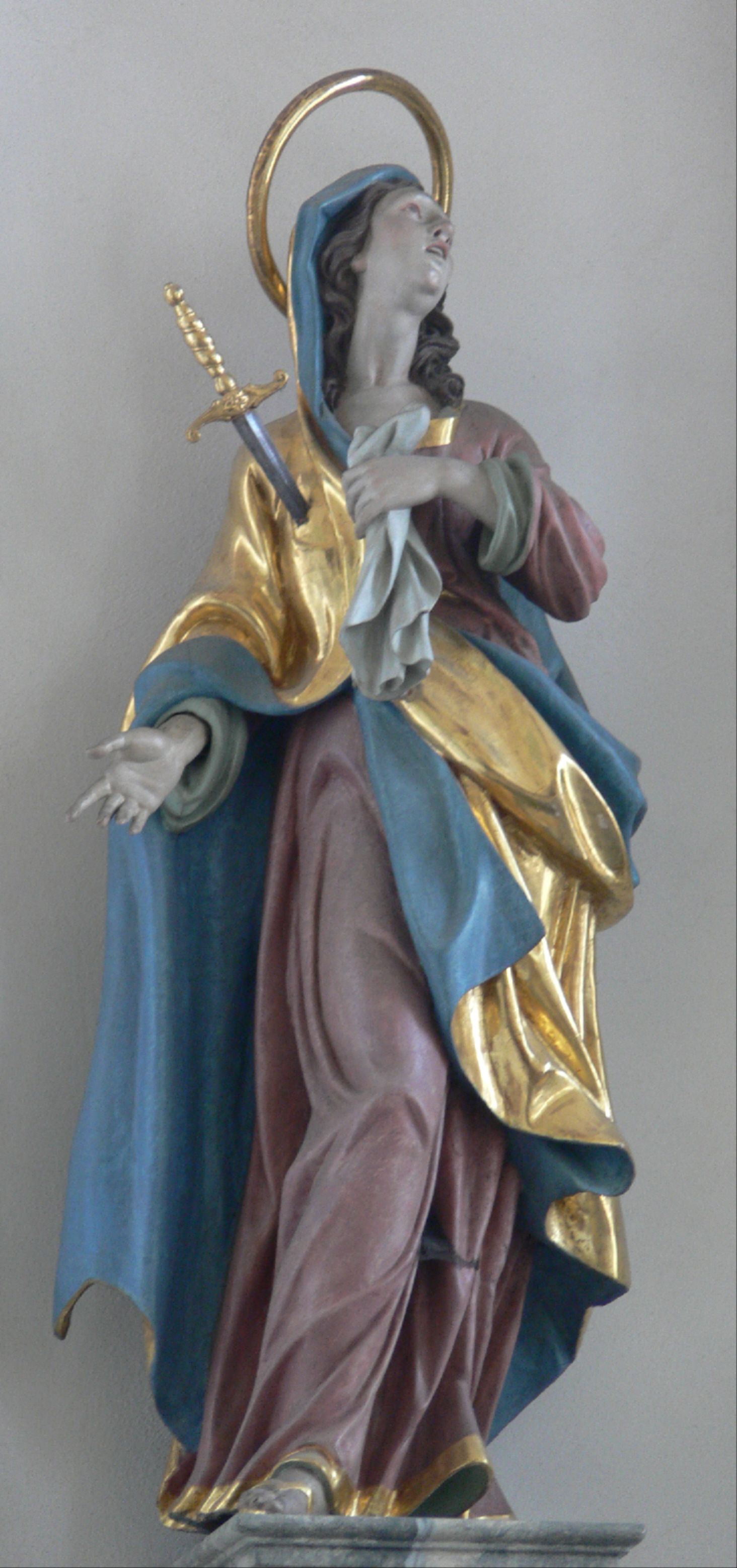
Pfarrkirche Aitrach, Kreuzigungsgruppe Mater dolorosa
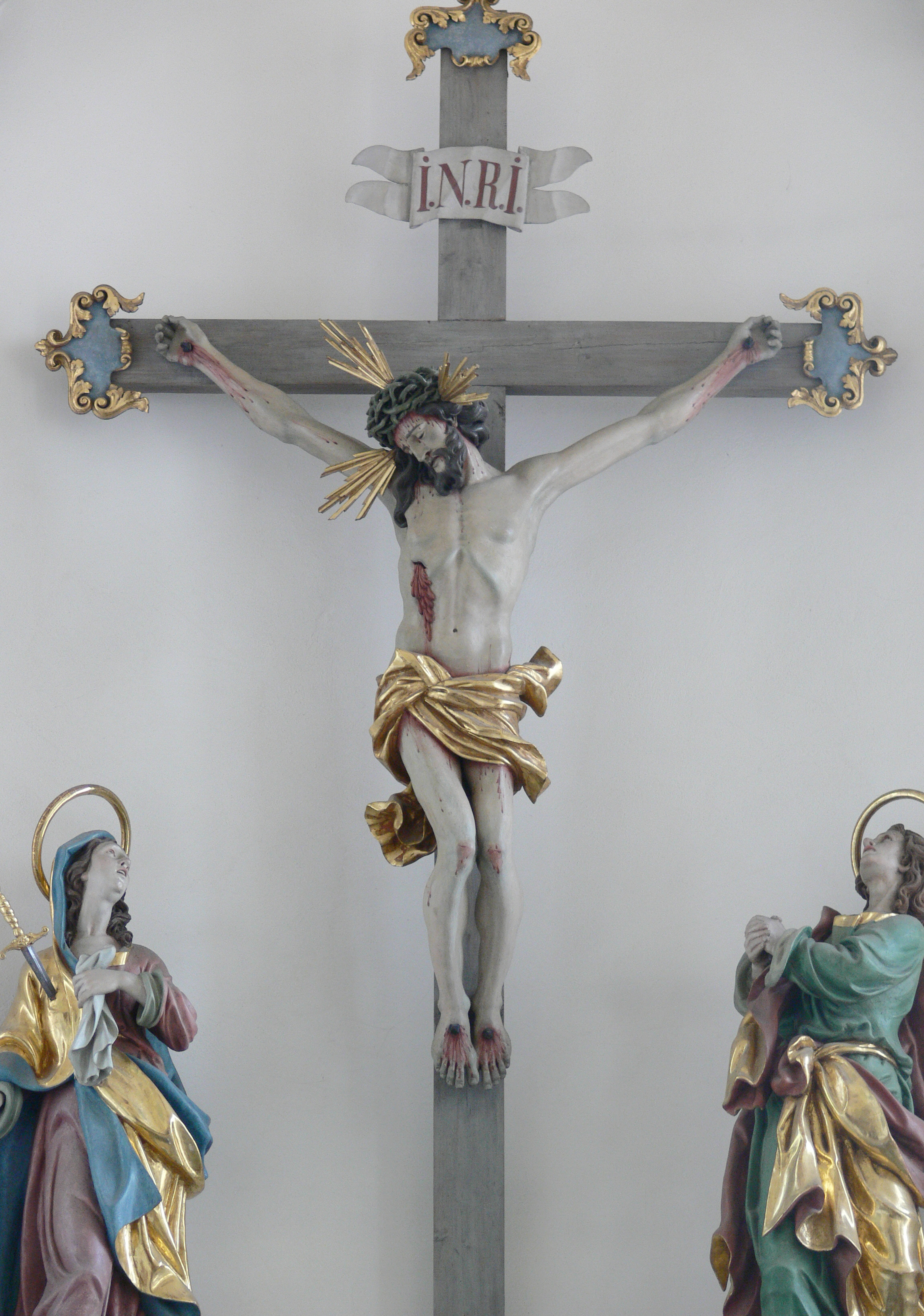
Aitrach Pfarrkirche Kreuzigungsgruppe
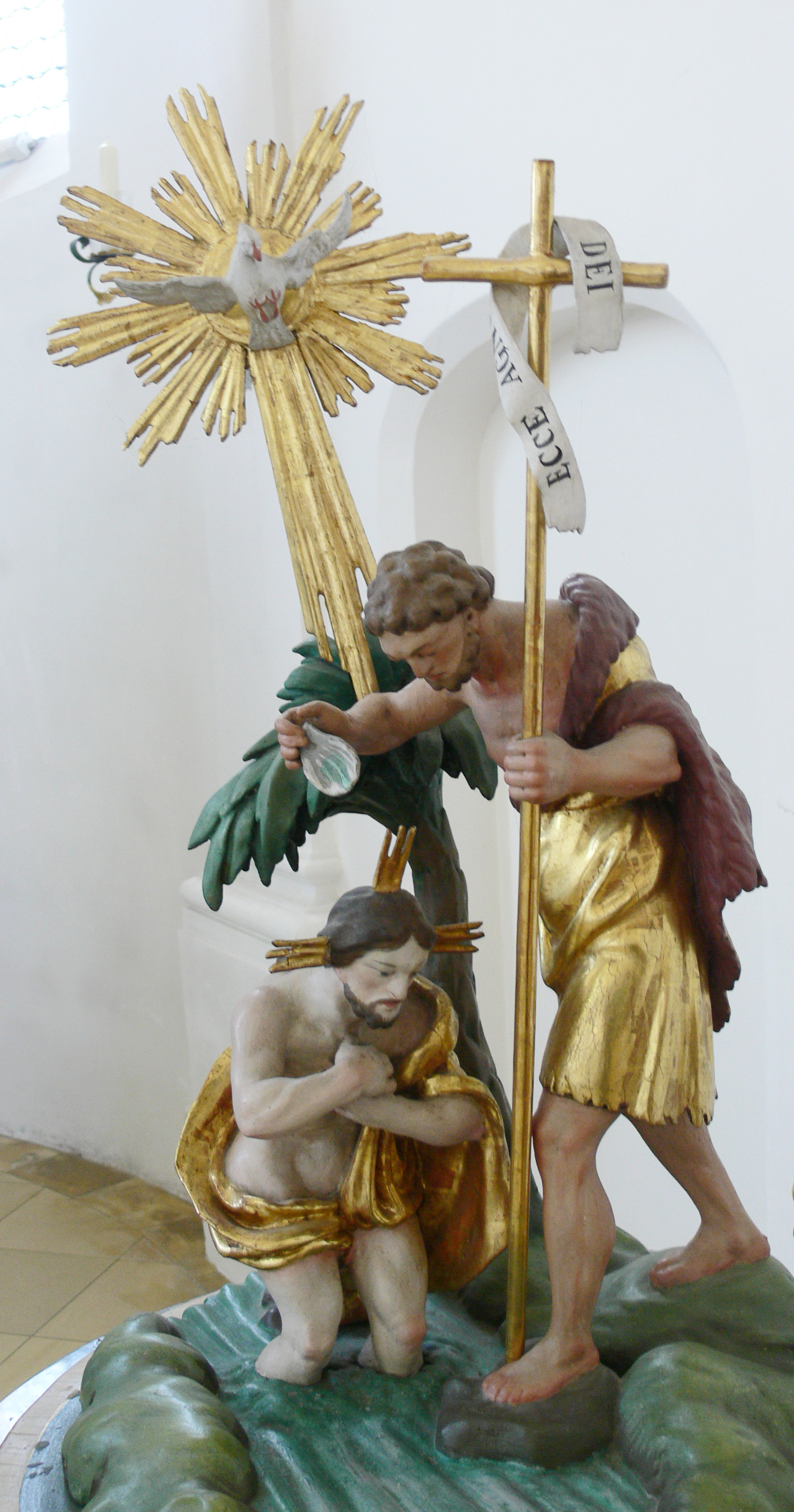
Pfarrkirche Aitrach Taufstein Taufe Christi.jpg
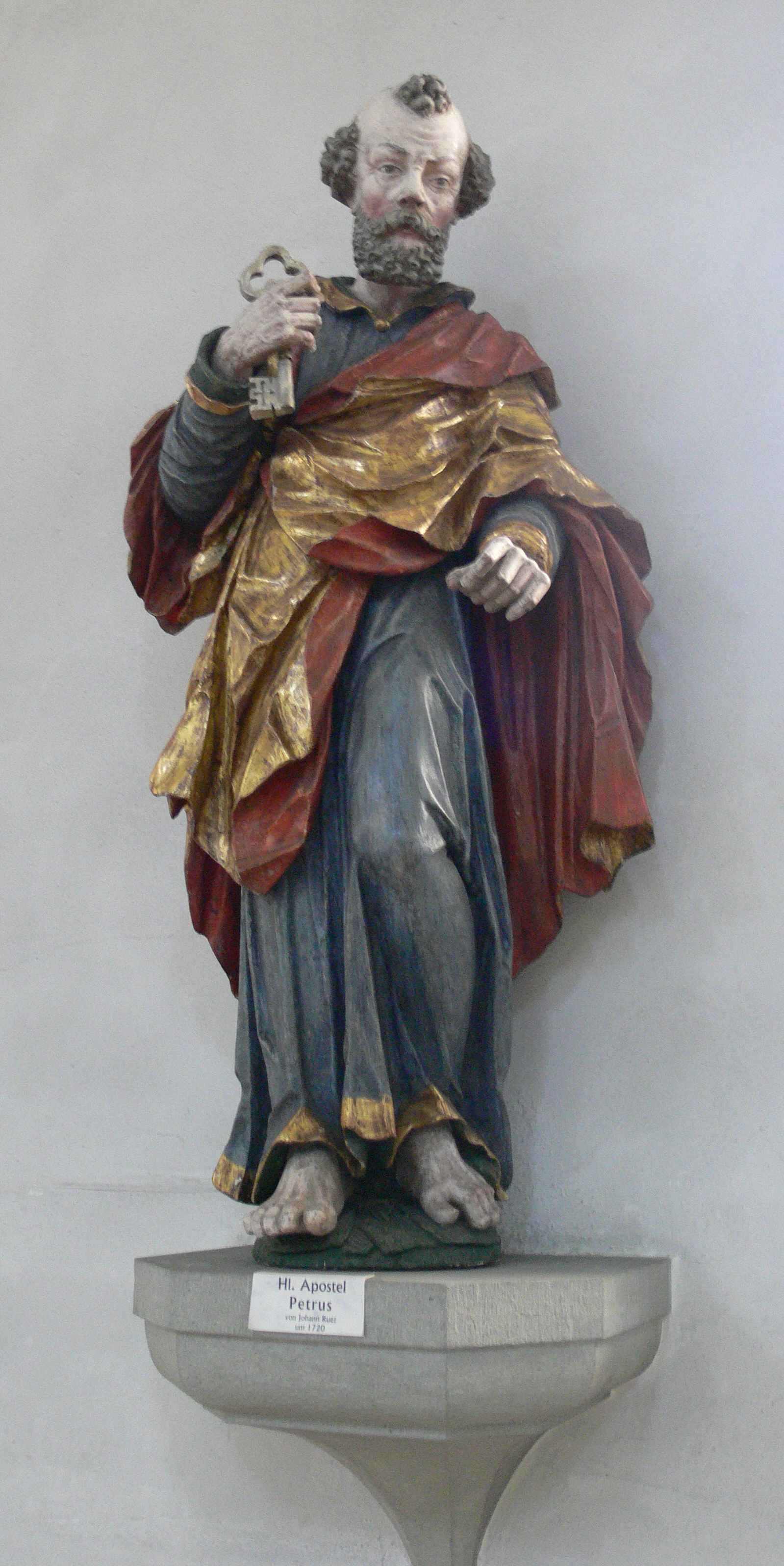
Pfarrkirche Baindt, Petrus
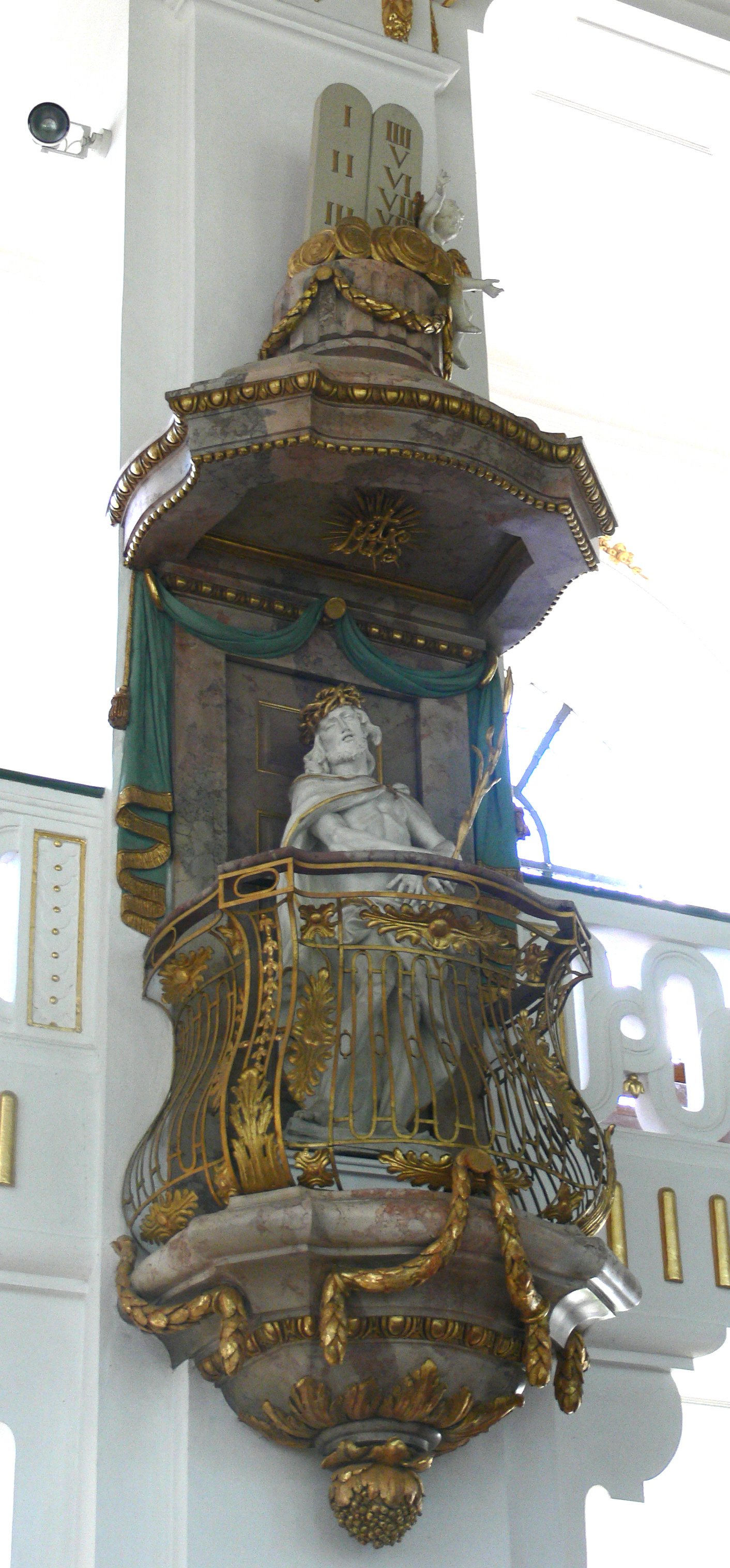
Pfarrkirche Wurzach, Gegenkanzel